# Eshanosaurus
Eshanosaurus — рід динозаврів раннього юрського періоду. Він відомий лише з викопної частини нижньої щелепи, знайденої в Китаї. Це може бути теризинозавр, і якщо так, то найдавніший з відомих целурозаврів.

## Відкриття та найменування
Типовий вид, Eshanosaurus deguchiianus, був описаний Xu Xing, Zhao та James M. Clark у 2001 році. Родова назва походить від Eshan. Видова назва вшановує Хікару Дегучі, який переконав Сю, що він повинен вивчати динозаврів. Типовий зразок, що складається з трьох фрагментів скам'янілої лівої нижньої щелепи та зубів, був знайдений у тьмяно-пурпурових пластах нижньої формації Луфен у Юньнані, що датується хеттангським періодом. Зразок знаходиться в колекції Інституту палеонтології та палеоантропології хребетних у Пекіні, де він занесений у каталог під номером IVPP V11579.